# Wheel of Fortune (Ace of Base)
«Wheel of Fortune» — пісня шведської поп групи Ace of Base, випущена як перший сингл із дебютного альбому Happy Nation (1992). Вперше була передана на данське радіо на початку 1992 року через Mega Records, але не отримала значної підтримки. Після повторного просування в третій раз і випущеного в магазинах 29 червня 1992 року увійшла до офіційного данського чарту синглів під шостим номером, перш ніж пізніше досягла другого місця. Вона не була випущена в інших країнах Європи до 1993 року, після успіху їхнього другого синглу «All That She Wants».
«Wheel of Fortune» — денс-поп пісня з присмаком реггі, написана Йонасом Берггреном та Ульфом Екбергом. Була записана у студії Decibel у Стокгольмі, Швеція, за бюджет 30 000 шведських крон і не потрапила у чарти, коли була випущена вперше. Це було третє перевидання синглу, який увійшов у чарти після того, як його почали крутити радіостанції та клуби. Пісня посіла перше місце в Норвегії та увійшла до топ-10 в Австрії, Бельгії, Данії, Німеччині, Ізраїлі, Нідерландах, Іспанії та Швейцарії.

## Критичний прийом
Редактор AllMusic Хосе Ф. Проміс похвалив пісню як "зіркову". У ретроспективному огляді Нікола Неделькович Ґоттше з данської газети Dagbladet Information зазначив «його безпосередню мелодійну поп-привабливість і поєднання танцювального попу та модного теплого реггі». Шведська газета Göteborgsposten описала її як «танцювальну пісню з деякими ритмами «Bad Boys» (Inner Circle) і Dr. Alban, але з більшим поп-режимом». Рецензент похвалив голос Лінн Берггрен, додавши, що він «змушує мене деякий час думати про Ангела». Ендрю Балкін з редакції Kingston Informer написав, що «Ейси йдуть на сповільнення» на «Wheel of Fortune» та «Happy Nation», зазначивши, що обидві пісні «мають душевний/танцювальний відтінок і не будуть недоречними на танцювальному майданчику, або створення настрою в задимленому клубі». Liverpool Echo відчув, що він «чудово близький» до «All That She Wants», з «його ритмом у стилі реггі та таким же привабливим».

## Музичне відео
Музичне відео оригінальної версії було знято Вікінгом Нільсоном і включає всіх чотирьох оригінальних учасників. В інтерв’ю 2018 року Ульф Екберг сказав, що у них було 1000 доларів на зйомку відео.
Вона починається зі співу Лінн. Жінка сидить у кріслі посередині того, що здається колесом удачі. Потім на відео з’являється кілька інших персонажів. Як блондинка-боксер, маленька дівчинка, що грає з пісочним годинником, наречена у весільній сукні, ангел, який грає із золотим м’ячем, і літня пара. Іноді жінка в кріслі також з'являється з чоловіком або зі старшою парою. У проміжку ми бачимо чотирьох учасників Ace of Base, які виступають разом у колі, спинами один до одного. Лінн іноді співає в кріслі на колесі. Іншим разом вона з'являється з Дженні. Джокер і Будда грають на різних інструментах, таких як клавіатура, барабан і труба. Іноді на задньому плані крутиться годинник.
Пізніше відео було опубліковано на офіційному YouTube каналі Ace of Base у жовтні 2010 року. Станом на грудень 2022 року його переглянули понад 33 мільйони.

## Персоналії
- Вокал Лінн Берггрен
- Автори: Йонас Берггрен та Ульф Екберг
- Продюсери: Йонас Берггрен і Ульф Екберг, TOEC
- Записано на Studios Decibel